# RNAS Portland
Portland / Rnas (Portland Navy) är en flygplats i Storbritannien.   Den ligger i kommunen Dorset och riksdelen England, i den södra delen av landet, 190 km sydväst om huvudstaden London. Portland / Rnas ligger 3 meter över havet.
Terrängen runt Portland / Rnas är platt. Havet är nära Portland / Rnas åt sydost.  Närmaste större samhälle är Weymouth, 5,4 km norr om Portland / Rnas. 